# 准噶尔蓟
准噶尔蓟（学名：Cirsium alatum）为菊科蓟属下的一个种。

## 扩展阅读
- 維基物種上的相關：准噶尔蓟